# El Coronil
El Coronil es un municipio español de la provincia de Sevilla, en Andalucía. En 2022 contaba con 4720 habitantes. Su extensión superficial es de 91,69 km² y tiene una densidad de 51,5 hab/km². Se encuentra situada a una altitud de 133 m s. n. m. y a 53 kilómetros de la capital provincial, Sevilla.
Su alargado término municipal lo cruzan, entre otras corrientes, el río Guadalete y el arroyo Salado. El núcleo urbano se localiza en la zona de campiña, la parte norte del término, y está bordeado por la carretera A-376. El gentilicio de sus habitantes es el de coronileños.

## Historia
Los vestigios arqueológicos más antiguos que se conocen en El Coronil corresponden al Calcolítico. De esa etapa se puede encontrar un dolmen que se halla enterrado en las inmediaciones de la zona conocida como "El Calvario". También existen en su término asentamientos del Bronce Final y los restos romanos son muy numerosos, aunque la distribución general de su parte antigua pertenece al siglo XV, justo después de su fundación en 1381. El nombre de El Coronil es un derivado de corona, referido a la ‘cima llana y redondeada de un montículo’. La población de El Coronil es heredera a través de Facialcázar de la antigua Salpensa, ciudad turdetana a unos 10 km en dirección a Utrera. Es Salpesa por tanto, y no Callet junto a la vecina Montellano, el nombre que debería aparecer en su escudo.
En la población de El Coronil se tiene noticia de que nació D. Gaspar Martínez de Andino, mariscal de campo, y gobernador que fue de la isla de Puerto Rico.
Digno de mención en la historia del pueblo es el esplendor del siglo XVIII, gracias a la potente industria manufacturera de los productos agrícolas que se daban en la zona. El Coronil ha sido cuna de personajes relevantes en el ámbito empresarial y político. En la década de 1950 llegaron a constar en el censo cerca de 10 000 habitantes. Desde entonces y hasta hoy esta cifra ha ido descendiendo progresivamente hasta estabilizarse en los años 80 en unos 5.000 habitantes.

## Geografía humana

### Demografía
Cuenta con una población de 4697 habitantes (INE 2024).
| Gráfica de evolución demográfica de El Coronil entre 1842 y 2021                                                      |
| |
| Población de derecho según los censos de población del INE. Población de hecho según los censos de población del INE. |

| 5,033                     | 5,045 | 5,045 | 5,048 | 5,042 | 5,024 | 5,022 | 5,001 | 4,996 | 4,946 | 4,855 |
| (Fuente: INE [Consultar]) |       |       |       |       |       |       |       |       |       |       |

### Economía

#### Evolución de la deuda viva municipal
| Gráfica de evolución de Deuda viva del Ayuntamiento de Coronil (El) entre 2008 y 2019                                |
| |
| Deuda viva del Ayuntamiento de Coronil (El) en miles de Euros según datos del Ministerio de Hacienda y Ad. Públicas. |

## Otros datos

### Nuevas tecnologías
Consciente de la problemática energética, económica y medioambiental actual y en atención a las expectativas futuras, El Coronil cuenta con la planta solar fotovoltaica mayor de Andalucía y una de las más relevantes de España, produciendo un total de 20MW. Con esta instalación se evita la emisión de más de 40.000 toneladas de CO2 anuales a la atmósfera y se reducen las importaciones de petróleo en casi 3000 toneladas anuales para obtención de energía eléctrica.
También se ha investigado en la transformación y producción de biomasa mediante la molturación de la jatrofa, que se ha sembrado en estas fértiles tierras tradicionalmente ligadas a la agricultura, en el intento de obtener otras clases de fuentes de energía sostenibles.
En 2010 se inauguró la mayor instalación agro-energética de Europa, consistente en un invernadero de más de 16.000 m² donde se cultivan plantas ornamentales y setas, cubierto con paneles fotovoltaicos que incrementan la producción de energía limpia de la localidad.

### Desarrollo
La buena situación geográfica de El Coronil y sus comunicaciones, hacen que el polígono industrial y parque tecnológico, con capacidad para acoger nuevas implantaciones durante los próximos años, sea un espacio propicio para el establecimiento de empresas de investigación y desarrollo de tecnologías ligadas a la de producción de energías alternativas, manufactura de la excelente producción agrícola que se da en el lugar y demás sociedades del sector productivo.
En cuanto a la vivienda, la creación de nuevas construcciones de los últimos años desatendiendo a la realidad de que el número de habitantes descendía, ha dado lugar a una considerable bolsa de viviendas desocupadas.

### Turismo
El pueblo cuenta con una muestra de arquitectura singular consistente en edificios y otros elementos de una relevancia más histórica y cultural que monumental, ya que se usan materiales propios de la zona como la piedra arenisca y la cal, pero una observación relajada de algunos de sus puntos de interés acompañada de algo de información pueden hacer que el viajero comprenda la personalidad y trayectoria de este pueblo.
El paisaje de La Campiña, poco promocionado turísticamente, que rodea la población se puede disfrutar a través de los senderos rurales existentes, destacando la Vereda de las Aguzaderas que conduce al castillo del mismo nombre en un paseo de 3,5 km. Con unas connotaciones más culturales que de producto turístico, puede ser un complemento al turismo de sol y playa y de sierra ya consolidados.
En el turismo de naturaleza destacan la Vía Verde de la Sierra, en la zona sur del término o el embalse Torre del Águila, en el término municipal de Utrera aunque con una relación muy directa con El Coronil. También cuenta con la Dehesa de Pilares, reducto del ecosistema que pobló toda esta zona antes de roturar las tierras para destinarlas a cultivos intensivos.

### Deportes
Actualmente El Coronil cuenta con una serie de vecinos de diferentes edades que ocupan los primeros puestos de podios a nivel provincial y autonómico, teniendo presencia en competiciones nacionales. Las disciplinas van del atletismo al fútbol (Algeciras C.F., Betis
), pasando por la natación. También destaca la práctica de rutas de MTB y de la competición de la misma, muy conocida a nivel de España por la gran cantidad de logros conseguidos por sus integrantes.
En la localidad se cuenta con el Club Fútbol- Chapas El Coronil que actualmente es Campeón de Andalucía, y tiene en sus filas a jugadores de primer nivel nacional.

## Monumentos

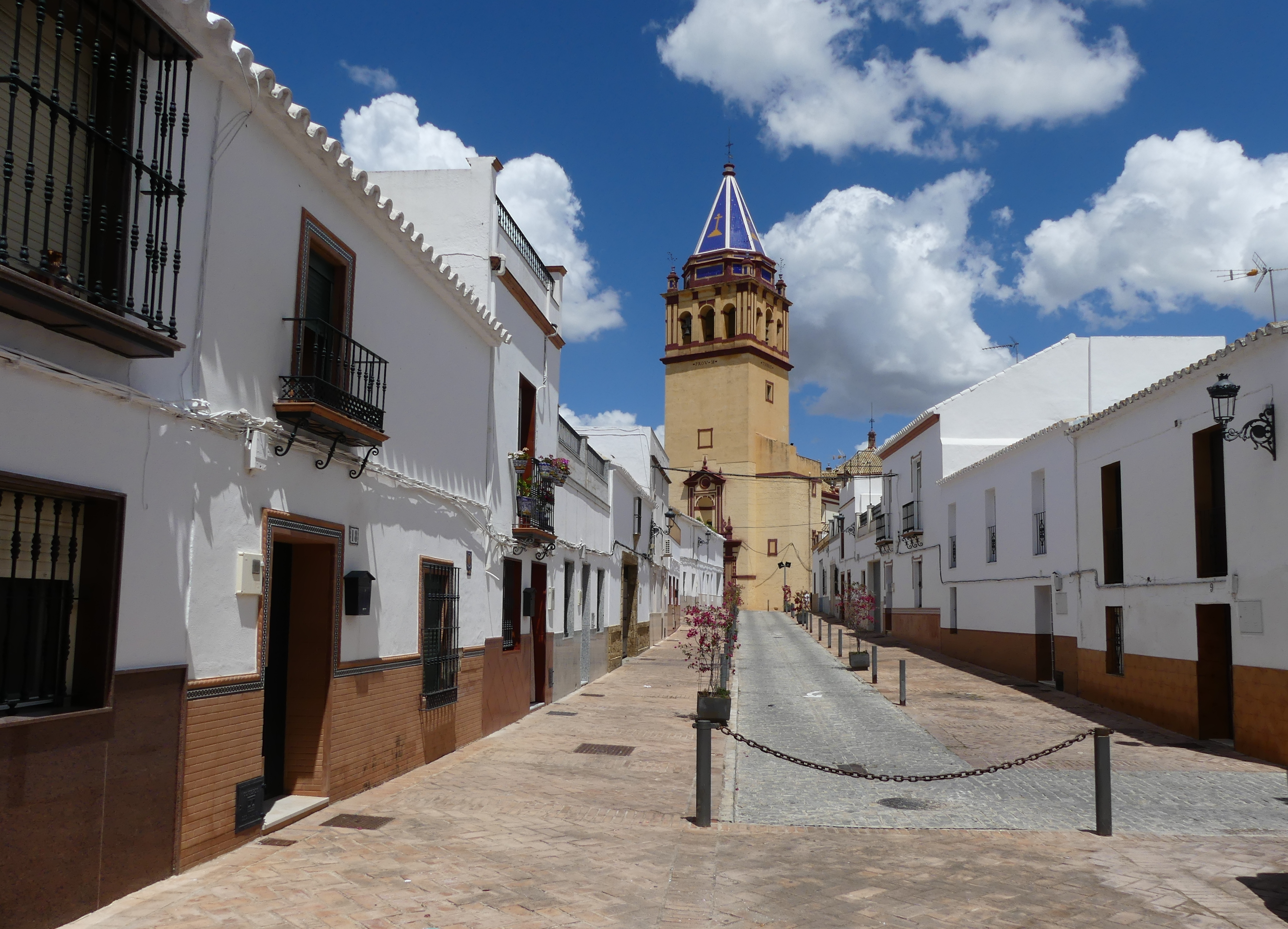
Calle Corredera, con la iglesia de Ntra. Sra. de Consolación al fondo.

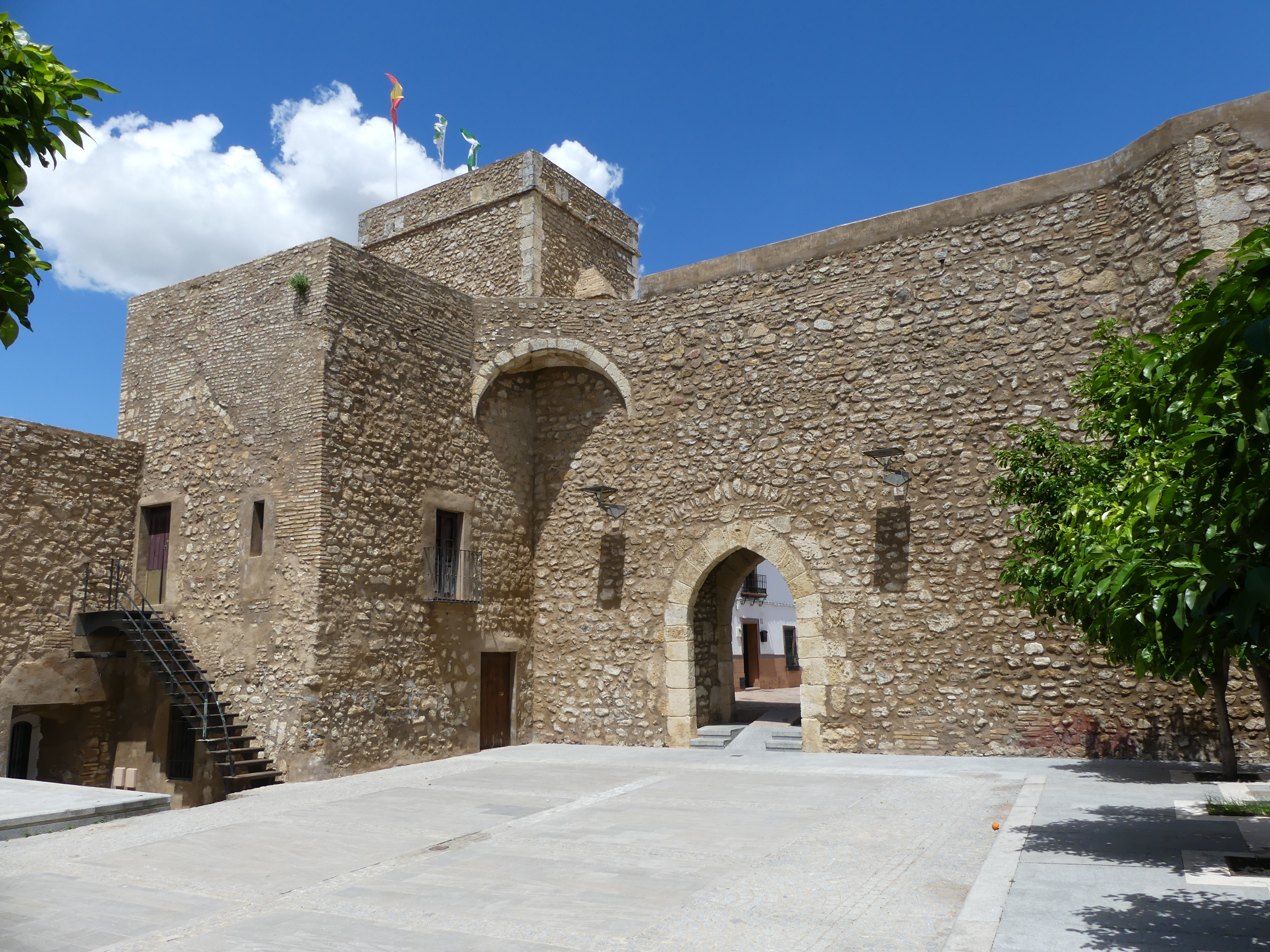
Interior del Castillo de El Coronil.

- Iglesia de Nuestra Señora de Consolación (siglos XV, XVIII y XIX)
- Castillo de las Aguzaderas
- Castillo de la Villa (siglo XIV)
- Patio de vecinos del Castillo (siglo XIX)
- Antigua casa palaciega de D. Diego Quebrado (Actual Casa de la Cultura, siglo XVII)
- Casa blasonada. Calle Ricardo Candau n.º 4
- Capilla de la Virgen de los Remedios
- Capilla de la Vera Cruz (Antiguo Convento de Carmelitas Descalzos)
- Ermita del Calvario
- Casa Consistorial
- Casa solariega de la calle Real-Plaza Vieja (Junto al Ayuntamiento)
- Casa del Peón Caminero
- Casa de "La Marcela"
- Torre de almazara (Frente la Plaza Nueva)
- Pilar abrevadero del Barranco
- Pozo del Morisco
- Puente "romano" del arroyo Salado (derruido en 2009)

## Fiestas y eventos singulares
- Cabalgata de Reyes. Desfile de carrozas por las calles del pueblo arrojando caramelos y regalos para los más pequeños.

- Carnaval. Desarrollándose las actividades propias de los pueblos de la zona para esta festividad.

- Callensis Party. Encuentro informático en el pabellón municipal donde se dan cita aficionados de toda España.

- Pregón de Semana Santa y Exaltación a la saeta: Preludio devocional-artístico de la semana de pasión.

- Semana Santa, procesionando la Hdad. de El Calvario (Miércoles Santo) y la de la Vera Cruz (Viernes Santo).

- Romería: domingo anterior a San Isidro (1.er-2.º domingo de mayo).

- Corpus Christi. Festividad recuperada en 2008 tras 30 años de ausencia.

- Caracolá Feria de la tapa desde 2010. Celebrada a principios de junio.

- Fiesta de la Juventud y por la Convivencia: Celebrada en junio-julio.

- Feria de San Roque: En torno al 16 de agosto tienen lugar las fiestas patronales. Tradicionales son su becerrada y cucaña.

- Noche Flamenca "Las Aguzaderas". Figuras relevantes del panorama flamenco visitan la localidad.

- Feria comercial y tecnológica: Feria de muestras bianual de los nuevos sectores económicos en la provincia.

- Nochevieja disfrazándose los jóvenes para despedir el año en la Plaza de la Constitución.